# Buenaventura Correoso
Buenaventura Correoso (14 de julio de 1831 - 12 de enero de 1911) fue un militar y educador panameño. Combatió en 1860 contra Santiago de la Guardia en la batalla de Río Chico. En 1868 tomó el poder mediante un golpe revolucionario que se dio en contra de la corrupción administrativa de la oligarquía. Reformó la Constitución del Estado Federal de Panamá, los Códigos Nacionales y promulgó la primera legislación fiscal en Panamá. Enfrentó otros levantamientos, y en 1885 luchó con Rafael Aizpuru contra la ocupación estadounidense solicitada por Rafael Núñez.